# Зарудный, Виктор Иванович
Ви́ктор Ива́нович Зару́дный (6 марта 1828, Андреевка, Изюмский район — 15 июня 1897, Харьков) — вице-адмирал, выдающийся гидрограф, работавший над описью, съёмкой и составлением лоции Чёрного моря.

## Биография
Родился в  6 марта 1828  года в селе Андреевка Изюмского уезда Харьковской губернии в семье  поручика в отставке Ивана Андреевича Зарудного (1790-?), ранее служившего в Кадетском корпусе 2-й артиллерийской бригады и его супруги Варвары Михайловны Куликовской (1800-около 1835).
Воспитывался в Морском корпусе, в 1849 году вышел мичманом в Черноморский флот и служил под командованием лейтенантов Г. И. Бутакова и И. А. Шестакова. Проработав 1848, 1849 и 1850 годы в съёмке Чёрного моря, Зарудный для дальнейшего развития специальных знаний был переведён в Балтийский флот. Прослушав здесь зимою 1851 года курс математических наук, летом Зарудный работал над производством магнитных наблюдений вместе с гидрографом М. Ф. Рейнеке; с производством в 1853 году в лейтенанты Зарудный был переведён в город Николаев для преподавания мореходной астрономии и математики в юнкерских морских классах (1853—55 годы).
Педагогические способности и научные труды вскоре выдвинули Зарудного, и в 1856 году он был командирован в Англию и Францию для изучения гидрографического и маячного дела, a также для собирания материалов по реформе морских учебных заведений. По возвращении в Россию Зарудный использовал полученные знания для организации гидрографической части в Чёрном море в соответствии с современными требованиями. В 1863 году Зарудный был назначен начальником гидрографической части в Николаеве и директором маяков Чёрного и Азовских морей и занимал этот пост 25 лет.
До фанатизма преданный своему делу, Зарудный даже в чине контр-адмирала (произведён в 1882 году) принимал участие в работах своих экспедиций наряду с молодыми офицерами, поражая сослуживцев неутомимостью и энергией. В то же время Зарудный не оставлял и педагогической деятельности. В 1864 году им была организована в Николаеве «Элементарная школа Ильиных» по образцу английских начальных школ, где наглядное обучение и физическое развитие детей ставились в основу воспитания. Эту школу можно считать одной из первых попыток в России учреждения детских садов. В 1888 году Зарудный вышел в отставку. За время службы Зарудный написал в морских журналах («Морской сборник» и «Русское судоходство») большое число статей по военно-морским вопросам, главным образом по гидрографии и воспитанию.
Умер вице-адмирал Виктор Иванович Зарудный 15 июня 1897 года в Харькове и был похоронен там же на Иоанно-Усекновенском кладбище.